# ГородЪ ПятигорскЪ
«Го́родЪ Пятиго́рскЪ» — команда КВН. Чемпион Высшей лиги КВН 2013 года.

## История команды
Команда была основана под названием «Ноев ковчег». В 2009 году коллектив стал финалистом Центральной Краснодарской лиги КВН.
В 2010 году произошла смена названия на «ГородЪ ПятигорскЪ». Команда становится чемпионом Первой лиги КВН. В 2011 году, успешно выступив на Сочинском фестивале, «ГородЪ ПятигорскЪ» получил право участвовать в Высшей лиге КВН.
В свой первый сезон команда дошла до финала, в котором завоевала бронзовые медали. В 2012 году «ГородЪ ПятигорскЪ» одержал победы во всех своих трёх играх Высшей лиги, вновь попал в финал, где вместе с петербургской командой «Факультет журналистики» занял второе место. Удачным выдался и дебют на Музыкальном фестивале в Юрмале, по результатам которого команде был вручён третий приз фестиваля — «Большой КиВиН в тёмном». В 2013 году команда стала обладателем главного приза Юрмальского фестиваля — «Большого КиВиНа в золотом», кроме того капитан команды Ольга Картункова была отмечена специальным «Янтарным КиВиНом».
В 2013 году команда одержала победу в финале Высшей лиги КВН, став второй пятигорской командой (после сборной города), завоевавшей звание чемпиона КВН. Всероссийская известность команды привела к тому, что Ставропольский край в глазах россиян стал ассоциироваться именно с этим коллективом.
Начиная с 2014 года «ГородЪ ПятигорскЪ» стал заниматься гастрольной деятельностью.
После завершения участия в КВН Ольга Картункова и Екатерина Моргунова (Утмелидзе) стали актрисами сериала «Однажды в России». Ольга Картункова снялась в фильме «Жених» (2016), а также в российской версии ситкома «Две девицы на мели».